# Floare de oțel
Floare de oțel este un roman de război de Victor Ion Popa care a apărut prima dată în 1930 la Editura Vremea. Romanul retrasează experiența scriitorului pe câmpul de luptă din timpul Primului Război Mondial.  Tema principală a romanului este prezența continuă a morții care poate apărea oricând chiar și atunci când frontul era stabilizat.
Regimentul 12 Infanterie din Bârlad condus de sublocotenentul Victor Ion Popa a fost dislocat pe frontul din zona Mărășești și apoi la Oituz, pentru a stopa ofensiva germană. Popa a fost rănit în Lupta de pe valea Uzului de o schijă. După ce s-a vindecat s-a întors în mijlocul soldaților săi, dar a fost rănit din nou.

## Prezentare
Victor Ion Popa reface cu mult dinamism aspectele vieții sale de pe front ca sublocotenent, personajele sale fiind atât soldații-țărani pe care-i comanda, cât și ofițerii superiori (un maior, un colonel care comanda regimentul, cu un caracter dificil, un general de brigadă venit singur pe linia frontului pentru o scurtă inspecție). Scriitorul descrie și comuniunea între tânărul subofițer și soldații săi, unii de vârsta tatălui său. Declarația Regelui Ferdinand privind împroprietărirea țăranilor din Armată stârnește rumoare. Unii soldați se gândesc să declare fie că nu au pământ, fie că au mai puțin, pentru a primi mai mult.
Chamard, un ofițer francez, din Misiunea Militară Franceză condusă de generalul Henri Mathias Berthelot, a venit să împărtășească din experiența sa de pe frontul de vest. Dar relațiile între ofițerii francezi, de obicei cu grade inferioare, și cei români erau de multe ori dificile. Ofițerii superiori români nu priveau cu ochi buni dădăceala ofițerilor francezi. Colonelul român care comanda regimentul nu înțelegea prea bine limba franceză, iar Chamard nu știa română, astfel că maiorul care era tălmaciul acestora le traducea exact cât trebuia astfel încât cei doi să nu se certe. Chamard vâna broaște, le gătea și le mânca, obicei culinar considerat barbar de către români, care refuzau să mai primească țigări din mâinile lui. Chamard îi numea pe toți soldații români Ghiță.
Apare și un evreu din Moldova (Isaac din Hârlău), care a fost rănit în timp ce se afla în cea mai periculoasă și cea mai avansată poziție a frontului, postul de ascultare, care se afla foarte aproape de tranșeele germane. El a preferat această poziție deoarece doar trei soldați români care se aflau cu el ar fi râs de el, și nu toată compania.

## Analiză critică
Ștefan Cristea afirma în Victor Ion Popa. Viața și descrierea operei. Contribuții documentare că „primul roman de război, autobiografic și memorialistic Floare de oțel apărut în 1930 la Editura Vremea ca și apariția romanului Velerim și Veler Doamne în 1933, exersat mai întâi în încorsetarea dialogată a unor piese, nu fuseseră numai strălucite succese literare, dar constituiau și mesaje de pace sau atitudini democratice”.

## Istoria publicării
- Victor Ion Popa, Floare de oțel, Editura Vremea, București, 1930
- Victor Ion Popa, Velerim și Veler Doamne. Floare de oțel, București, 1958
- Victor Ion Popa, Velerim și Veler Doamne. Floare de oțel, Editura Eminescu, București, 1974
- Victor Ion Popa, Velerim și Veler Doamne. Floare de oțel, ediție îngrijită de Ion Neață, Timișoara, 1985
- Victor Ion Popa, Floare de oțel, Editura Militară, colecția Columna, București, 1990 - ediție cenzurată[1]
- Victor Ion Popa, Floare de oțel, Editura Hoffman Esential 20, Craiova 2017, ISBN 978-606-778-284-4[1]